# Alcide Dossena
Alcide Dossena (fl. XX secolo) è stato un calciatore italiano, di ruolo centrocampista.

## Carriera
Con l'Alba Roma disputa 4 gare nel campionato di Prima Divisione 1923-1924.